# Лотар фон Ріхтгофен
Барон Лотар-Зіґфрід фон Ріхтгофен (нім. Lothar-Siegfried Freiherr von Richthofen; 27 вересня 1894, Бреслау — 4 липня 1922, Гамбург) — німецький льотчик-ас, герой Першої світової війни, обер-лейтенант Імперської армії. Кавалер ордена Pour le Mérite.

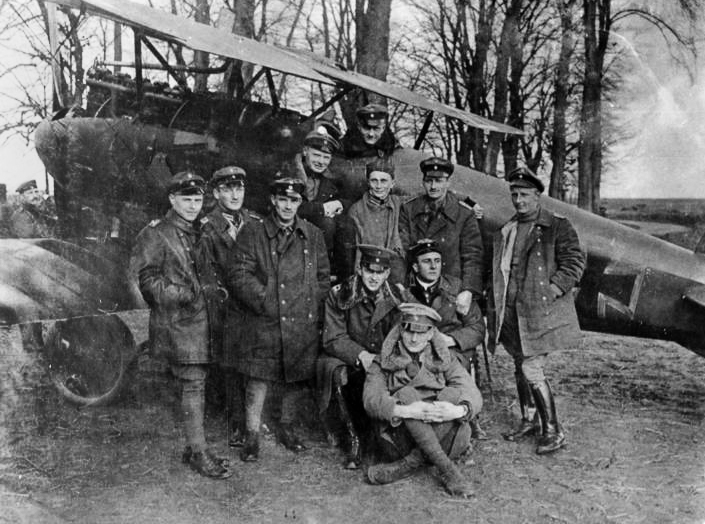
Манфред фон Ріхтгофен з льотчиками своєї ескадрильї. Лотар сидить на землі (23 квітня 1917).

Молодший брат Манфреда фон Ріхтгофена, двоюрідний брат Вольфрама фон Ріхтгофена.

## Біографія
Перша світова застала Лотара в Данцигському кадетському училищі. Лотар відразу ж залишив навчання і записався в кавалерійський полк. В кавалерії він служив і на Західному, і на Східному фронтах. За порадою старшого брата в травні 1915 року переводиться у ВПС Німецької імперії.
Він літав в розвідці, служив в загоні Освальда Бельке, в загоні брата, де згодом став пілотом-винищувачем. За словами сучасників, він був чудовим пілотом. Був кілька разів поранений. Лежачи в шпиталі, він дізнався про смерть брата. Щодо часу участі в бойових діях і перебування в шпиталях Лотар був навіть ефективнішим асом, ніж його знаменитий брат. Він мав 40 підтверджених перемог, причому 33 з них він здобув протягом трьох місяців: 15 в квітні 1917, 8 в травні 1917 і 10 в серпні 1918 року.
Після повернення Лотар фон Ріхтгофен деякий час працював на фермі. Згодом почав літати на комерційних рейсах, перевозячи пасажирів і пошту між Берліном і Гамбургом. 4 липня 1922 загинув в авіакатастрофі на своєму літаку LVG C.VI через відмову двигуна. Разом з ним перебували на борту актриса Андра Ферн та її директор Георг Блун, які вижили, але пролікувались в лікарні близько року.
Лотар фон Ріхтгофен був похований поруч з батьком на цвинтарі гарнізону, пізніше місцеві жителі зрівняли кладовищі з землею, коли місто було передано Польщі після закінчення Другої світової війни. Сьогодні на цьому місці знаходиться футбольне поле, хоча надгробок фон Ріхтгофена все ще існує. Меморіальна дошка в пам'ять Лотара знаходиться поруч з могилою брата Манфреда фон Ріхтгофена у Вісбадені.

## Сім'я
5 червня 1919 року одружився з графинею Доріс Катаріною Маргаритою Магдаленою фо Кейзерлінк. В шлюбі народились син Вольф Манфред (1922—2010) і дочка Кармен Віола (1920—1971).

## Нагороди
- Нагрудний знак військового пілота (Пруссія)
- Залізний хрест
  - 2-го класу (10 жовтня 1914)
  - 1-го класу (16 березня 1916)
- Ганзейський Хрест (Любек)
- Орден «За заслуги» (Баварія) 4-го класу з мечами
- Срібна медаль «Ліакат» з шаблями (Османська імперія)
- Військова медаль (Османська імперія)
- Королівський орден дому Гогенцоллернів, лицарський хрест з мечами (10 травня 1917)
- Pour le Mérite (14 травня 1917) — за 24 повітряних перемоги.
- Нагрудний знак «За поранення» в сріблі